# Franco Corelli
Franco Corelli (Ancona, 8 de abril de 1921 — Milão, 29 de outubro de 2003) nome artístico de Dario Corelli, foi um famoso tenor italiano que teve uma grande carreira operística internacional, entre 1951 e 1976. Associado principalmente com os papéis de tenor spinto e tenor dramático do repertório italiano, ele foi celebrado universalmente por sua voz poderosa, notas altas eletrificadas, timbre claro e performances muito elegantes e apaixonadas. Chamado de "Príncipe dos Tenores", Corelli possuía uma boa presença de palco e carisma, fazendo sucesso com a plateia. Ele teve uma longa e bem sucedida relação com o Metropolitan Opera, em Nova Iorque, entre 1961 e 1975. Ele também apareceu nas maiores casas de ópera da Europa e com algumas companhias na América do Norte.

## Biografia

### 1921-1950
Franco Corelli nasceu Dario Franco Corelli, em Ancona, Itália, em uma família que teve pouca ou nenhuma influência musical. Enquanto seus pais nunca foram adeptos a música, seu avo paterno, Augusto, trabalhou muito até estabelecer uma carreira de sucesso como tenor operístico. Seu irmão mais velho, Aldo, consequentemente, largou a escola para tornar-se um barítono e dois de seus tios cantaram no coro do Teatro delle Muse, em Ancona. Seu pai foi um construtor de barcos para a marinha italiana e a família morou em torno do Mar Adriático. Corelli era amante do mar, e inicialmente decidiu seguir seu pai e foi estudar Engenharia naval na Universidade de Bolonha. Enquanto estudava, ele entrou para uma competição musical, sob o desafio de um amigo, que era cantor amador. Mesmo não tendo vencido a competição, ele foi encorajado pelos jurados a seguir carreira como cantor então Corelli ingressou no Conservatório de Música de Pesaro para estudar ópera.
No conservatório, Corelli estudou com Rita Pavoni e Arturo Melocchi, mas foi infeliz com seus resultados, dizendo posteriormente, que essas lições simplesmente acabaram com suas notas altas. Após isso, Corelli decidiu tornar-se seu próprio professor e referiu-se aos professores de canto como "pessoas perigosas para aos cantores". Primeiramente, ele tentou cantar como barítono, mas rapidamente abandonou a ideia. Ele então começou a estudar o repertório de tenor, imitando o estilo e efeitos vocais de gravações de renomados tenores como Enrico Caruso, Giacomo Lauri-Volpi, Aureliano Pertile e Beniamino Gigli.

### 1951-1960
No verão de 1951, Corelli venceu um concurso do Maggio Musicale Fiorentino de Florença, estreando como Spoleto, da ópera Rigoletto (Giuseppe Verdi) no outono seguinte. Ele foi originalmente convidado para cantar Radames da ópera de Aida (Giuseppe Verdi) e passou três meses preparando-se para o papel com o maestro Giuseppe Bertelli. Entretanto, Corelli eventualmente foi cotado para cantar Don José da ópera Carmen (Georges Bizet). Em novembro de 1951, ele fez sua estreia na Ópera de Roma como Manrico em Il Trovatore, cantando ao lado de Maria Caniglia, como Leonora. No ano seguinte, de 1952, ele apareceu em óperas em casas de óperas pequenas italianas e na rádio italiana. Em 1953 ele associou-se à Ópera de Roma e tornou-se um dos principais tenores. Na Ópera de Roma passou grande parte de sua carreira, apresentando-se muitas vezes até 1958. Seu primeiro papel na companhia foi em 1953, onde ele cantou o papel de Romeo na raramente executada ópera Giulietta e Romeo de Zandonai. Depois dessa apresentação, ele cantou Pollione na ópera Norma (Vincenzo Bellini) ao lado de Maria Callas. Esta foi a primeira vez em que Corelli cantou com Maria Callas, quem virou fã dele imediatamente. Os dois cantores apresentaram-se juntos por muitos anos, encerrando a grande parceria apenas no fim da carreira de Maria Callas.
Enquanto cantava na Ópera de Roma, Corelli também fez inúmeras apresentações em outras casas de óperas da Itália e casas internacionais. Ele fez sua estreia no Teatro alla Scala de Milão em 1954, como Licinio da ópera La Vestale de Spontini, ao lado de Maria Callas, abrindo a temporada de 1954. Ele retornou muitas outras vezes para o Teatro alla Scala nos cinco anos seguintes, cantando com Maria Callas nas produções de Fedora (1956), Il pirata (1958) e Poliuto (1960). Ele também fez notáveis performances em óperas como La Fanciulla del West de Giacomo Puccini (1956) ao lado de Gigliola Prazzoni e Tito Gobbi, performance que foi transmitida na rádio italiana. Outras estreias em importantes casas de óperas de Corelli foram: Maggio Musicale Fiorentino e no Festival Arena de Verona em 1955; na Ópera Estatal de Viena e no Royal Opera House, Covent Garden em 1957; no Teatro Nacional de São Carlos, na Ópera Lírica de Chicago, na Ópera de São Francisco em 1958 e na Ópera Estatal de Berlim em 1961. Entre tantos triunfos conseguidos por Corelli em sua carreira, duas performances foram muito celebradas: interpretação de Don Alvaro em La Forza del Destino no Teatro de São Carlos em 1958, ao lado de Renata Tebaldi e a interpretação de Maurizio em Adriana Lecouvreur ao lado de Magda Olivero no papel título, em 1959.
Corelli cantou em muitas óperas onde ele foi muito aclamado, como nas óperas: Agnese di Hohenstaufen de Spontini, Giulio Cesare e Hercules de Georg Friedrich Handel, Guerra e Paz de Sergei Prokofiev e na estréia mundial de Enea de Guerrini. A partir de 1960 o repertório dele foi incrementado com mais trinta papéis, incluindo Andrea Chérnier (Giordano), Turiddu de Cavalleria Rusticana (Pietro Mascagni), Rodolfo de La Bohème (Giacomo Puccini) e Ernani e Don Carlo (Giuseppe Verdi). Em 1957, Corelli conheceu a soprano Loretta di Lelio, quando ela foi para o backstage, depois de uma performance do tenor na Casa de Ópera de Roma para pegar seu autógrafo. Eles começaram a se relacionar e casaram-se em 1958. Depois do seu casamento, Loretta deixou sua carreira de cantora para servir como empresária, secretária, agente de relações públicas, cozinheira e tradutora de inglês de Corelli.
Teatro Nacional de São Carlos - Ópera de Lisboa
Corelli cantou neste teatro nas seguintes temporadas:
| 1954-55, 55-56, 56-57, 58-59, 66-67, 72-73 |

### Metropolitan Opera
Corelli fez sua estreia no Metropolitan Opera de Nova Iorque dia 27 de Janeiro de 1961 como Manrico em Il Trovatore de Giuseppe Verdi, ao lado da soprano Leontyne Price, que também estava estreando no Met naquela noite. Ele cantou, sendo muito aclamado, até 1974, em papéis como Calaf (com Birgit Nilsson como Turandot), Cavaradossi, Maurizio, Ernani, Rodolfo e Edgardo, e também interpretou repertório francês, como Roméo et Juliette e Werther. Ele cantou em noites históricas no Met, incluindo o concerto de gala do encerro do velho Metropolitan Opera, o concerto em honra à aposentadoria de Rudolph Bing e a legendária volta de Maria Callas como Tosca. Sua última performance no Met foi dia 28 de Dezembro de 1974 como Calaf, ao lado de Ingrid Bjoner, que também estava cantando sua última performance no Met. Entretanto, Corelli apresentou um concerto de sua turnê estendida no Met em 1975, turnê que apresentou em cidades dos Estados Unidos e no Japão.
Em 1961 ele fez sua estréia na Ópera Alemã de Berlim. Corelli retornou para o Teatro alla Scala em 1962, para reviver Les Huguenots de Giacomo Meyerbeer, ao lado da célebre soprano Joan Sutherland. Ainda em 1962, apresentou-se no Festival de Salzburgo no papel de Manrico na ópera Il Trovatore (Giuseppe Verdi), sob a batuta do célebre maestro Herbert von Karajan e cantando com Leontyne Price, Giulietta Simionato e Ettore Bastianini. Também em 1962 ele fez sua primeira performance na Companhia Ópera Lírica da Filadélfia como Cavaradossi em Tosca. Ele apresentou-se muitas vezes na Filadélfia, até o ano de 1971, totalizando doze papéis diferentes. Fez sua estreia na Ópera Nacional de Paris em 1970. No início da década de 1970, a voz de Corelli começou a mostrar alguns sinais, graças a muitos anos de uso em um difícil repertório. Ele fez sua última performance, como Rodolfo em 1976 na Torre do Lago aos cinquenta e cinco anos.

### Últimos Anos
Após aposentar-se dos palcos, Corelli tornou-se um popular professor de canto e voz em Nova Iorque, algumas vezes ironizado, pois um homem que odiou professores, de repente, torna-se um.  Corelli tornou-se o mentor do finalista do programa America's Got Talent, Donald Braswell II, que cantou muitos papéis iguais ao próprio Corelli. Ele morreu em Milão, em 2003, aos oitenta e dois anos, tendo sofrido um derrame no mesmo ano. Ele foi enterrado no Cemitério Monumentale di Milano, em Milão.